# Artjom Drozdov
Artjom Drozdov (16 oktober 1996) is een Russisch voormalig skeletonracer.

## Carrière
Drozdov maakte zijn wereldbekerdebuut in het seizoen 2016/17 waar hij deelnam aan een wereldbekerwedstrijd, hij werd dat seizoen 42e en laatste in de eindstand. Het volgende seizoen nam hij niet deel in de wereldbeker. Hij was in het seizoen 2018/19 er wel weer bij en eindigde opnieuw maar na deelname aan een wedstrijd op de 38e plaats in de eindstand. Het volgende seizoen was zijn laatste en hij nam voor de laatste keer deel aan de wereldbeker met een 43e plaats als eindresultaat.

## Resultaten

### Wereldbeker
Eindklasseringen
| Seizoen   | Rang |
| --------- | ---- |
| 2016/2017 | 42e  |
| 2017/2018 | /    |
| 2018/2019 | 38e  |
| 2019/2020 | 43e  |